# Ba Ria

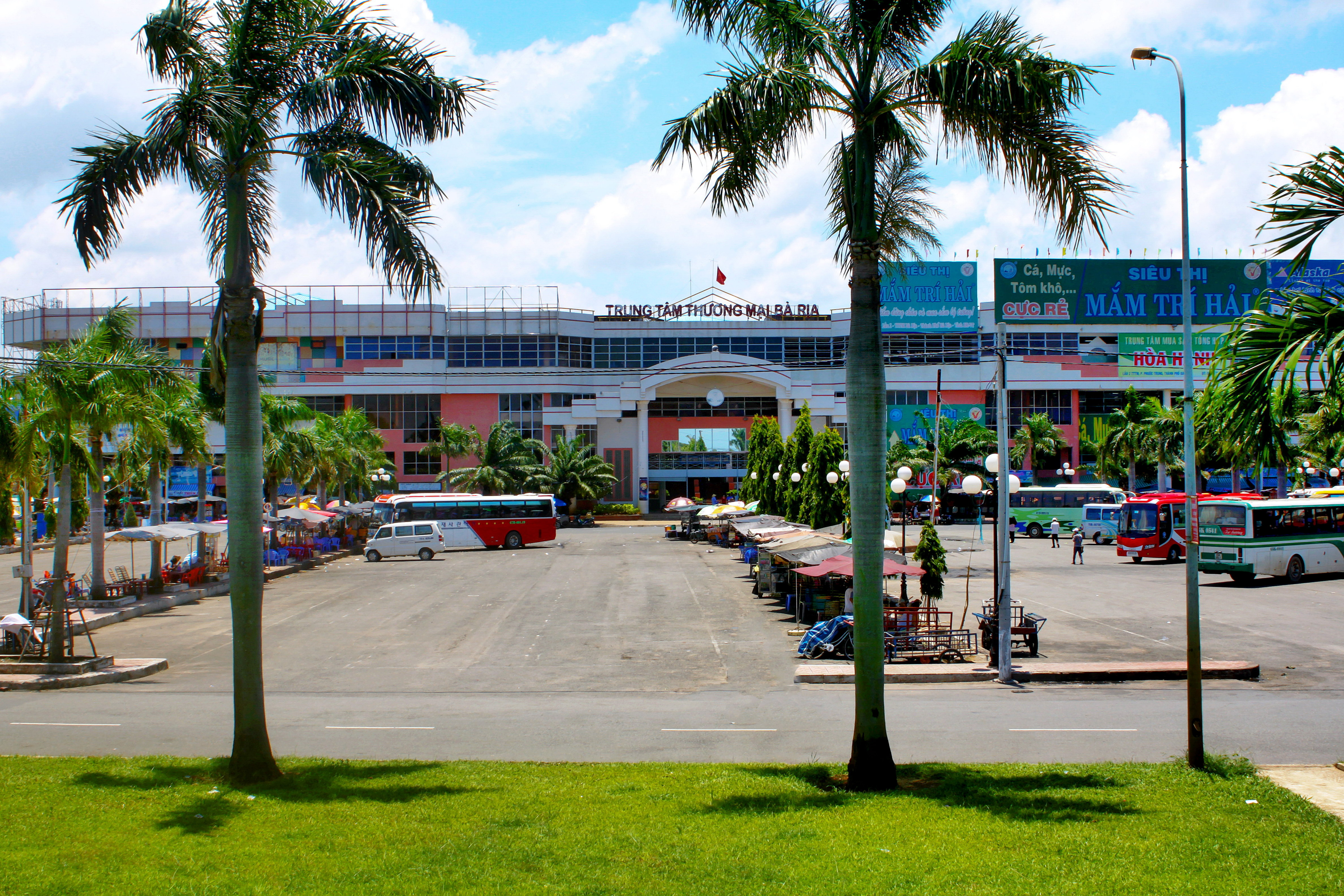
Bà Rịa

Ba Ria (på vietnamesiska Bà Rịa) är en stad i Vietnam och är huvudstad i provinsen Ba Ria-Vung Tau. Vung Tau är belägen cirka 90 kilometer sydost om Ho Chi Minh-staden, 20 kilometer sydost om Vũng Tàu. Folkmängden uppgick till 122 424 invånare vid folkräkningen 2012.